# SIG-Manurhin SG-540/542/543
Le SIG-540 est un fusil d'assaut de 5,56 × 45 mm développé au début des années 1970 par la firme suisse Schweizerische Industrie Gesellschaft (SIG). Initialement conçu pour remplacer le SIG-510 (Fass 57), il n'a finalement pas été introduit dans l'armée suisse, qui choisit plus tard le SIG-550 (Fass 90). Il fut principalement produit sous licence par l'entreprise française Manurhin pour l'exportation (entre 1978 et 1988) et par FAMAE pour les besoins des Forces armées chiliennes.

## Développement
Sa conception s'inspirait du prototype SIG-530-1, conçu dans les années 1960 mais jamais mis en production. Il inspira par la suite la conception du SIG-550.

## Production

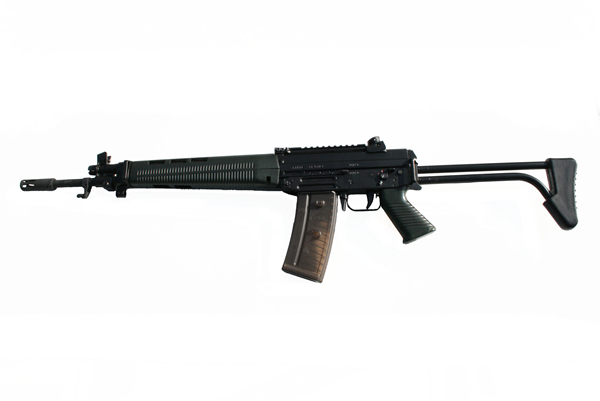
SG 540-1 FAMAE

En raison de restrictions relatives à l'exportation d'armes, SIG rechercha un partenaire capable de produire sous licence son fusil.
Manurhin fut choisi, car fabriquant sous licence les pistolets Walther PP/PPK et P38, d'aussi bonne qualité que les productions allemandes. Le SIG-540 est donc produit sous licence par l'entreprise française Manurhin entre 1978 et 1988 pour l'exportation.
L'entreprise française fabriqua au total 80 000 fusils SIG de 1974 à 1989.
Il a également été produit sous licence par FAMAE pour les besoins des Forces armées chiliennes. Le SG-543 a été produit au Portugal par INDEP L.

### Versions militaires
Les modèles 540 et 543 (canon très court) chambrent la 5,56 mm OTAN. Le 542 tire la 7,62 OTAN. Le modèle 541 (5,6 mm Suisse) constitue la présérie des SIG-550.

### Versions commerciales
Il existe aussi la CSA (carabine semi-automatique) copie du SIG-MR 542 en 7.62x51mm (1re catégorie) mais « civilisé » en calibre 300 Savage ou 243 Winchester, principalement en enlevant le tenon de baïonnette. La hausse était limitée à 300 mètres pour correspondre aux règles de la législation française avant 1995 qui les classait en 5e catégorie (modification de la loi). Ces armes sont maintenant en catégorie B. La version civile du 540 en .222 Remington devient ainsi le FSA (fusil semi-automatique).

## Diffusion

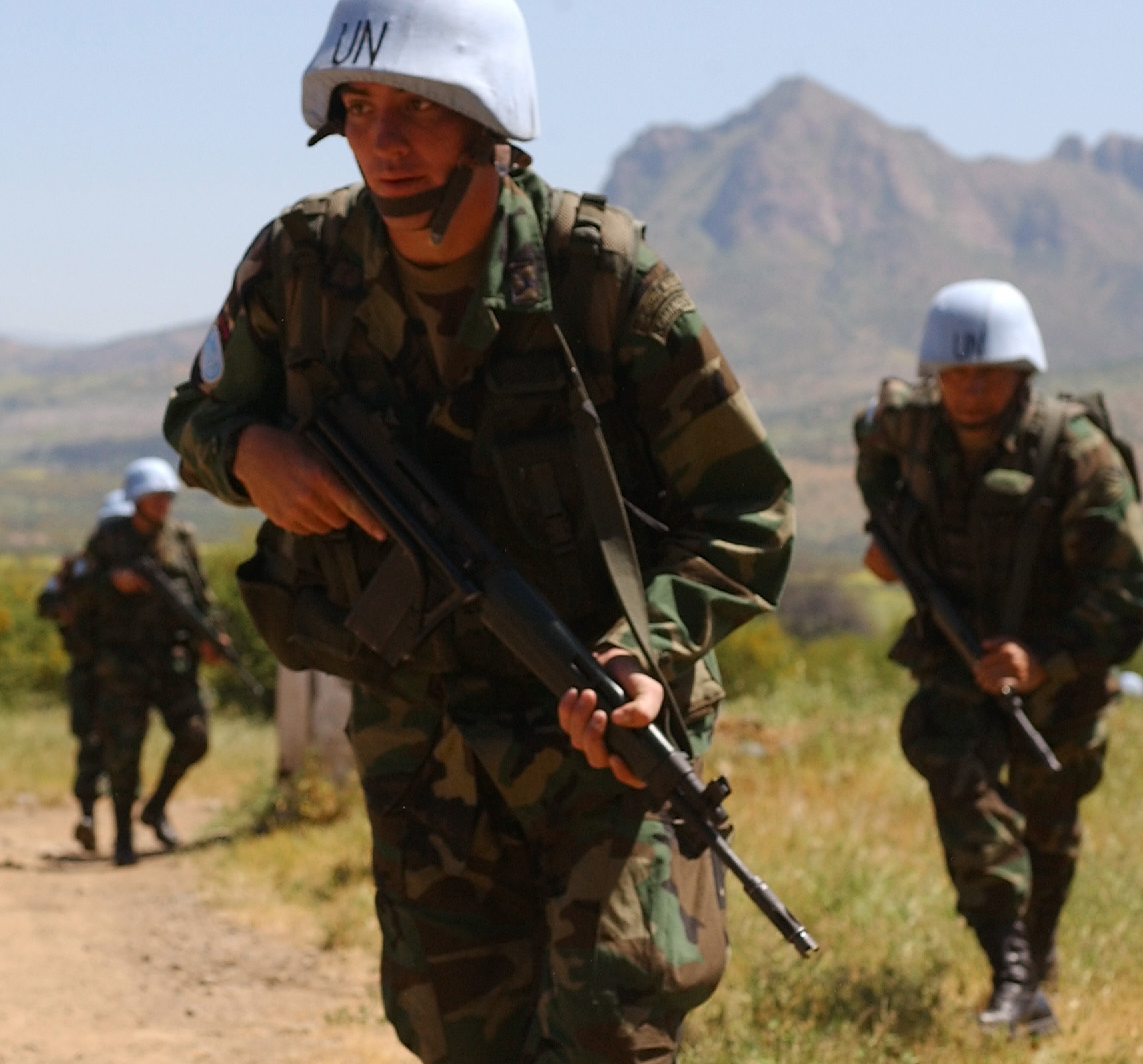
Casque bleu équatorien armé d'un SG-542 à crosse rabattable calibre 7,62 mm

Ces armes d'épaule furent exportées dans de nombreux pays : Bolivie, Chili (fabrication du SG-540 sous licence), Côte d'Ivoire, Djibouti, Équateur, France (Légion étrangère, Parachutistes, Fusiliers marins, RAID, GIPN), Gabon, Ile Maurice, Indonésie, Jordanie, Liban, Nicaragua, Nigéria, Oman, Paraguay, Portugal (fabrication du SG-543 sous licence par INDEP L), République centrafricaine, Seychelles, Swaziland, Tchad (SG-542), Togo.
Dans le cas français, ces armes ont cédé la place au FAMAS (en 1980) et/ou SIG-550 pour les militaires du COS. Les policiers du RAID et des GIPN utilisaient le 543 remplacé ensuite par des SIG-552 et HK G36K/C. Jusque dans les années 2010, on pouvait apercevoir des SIG 543 dans les armureries de ces unités spéciales.

## Conflits
Les forces armées françaises ont utilisé des fusils SIG comme arme de transition à partir de 1978 en attendant l'arrivée du FAMAS dans des opérations extérieures au Tchad (opération Tacaud), en Centrafrique (opération Barracuda), au Liban (participation à la FINUL, à la Force multinationale de sécurité à Beyrouth et exfiltration du général Aoun) et en Afghanistan (2001-2012)
Lors de la crise politico-militaire en Côte d'Ivoire (2003-2010), les FA SIG-Manurhin ivoiriens avaient souvent leurs poignées rognées. Néanmoins, les combattants des FANCI, comme ceux des Forces nouvelles, utilisèrent majoritairement des AKM.

## Données techniques

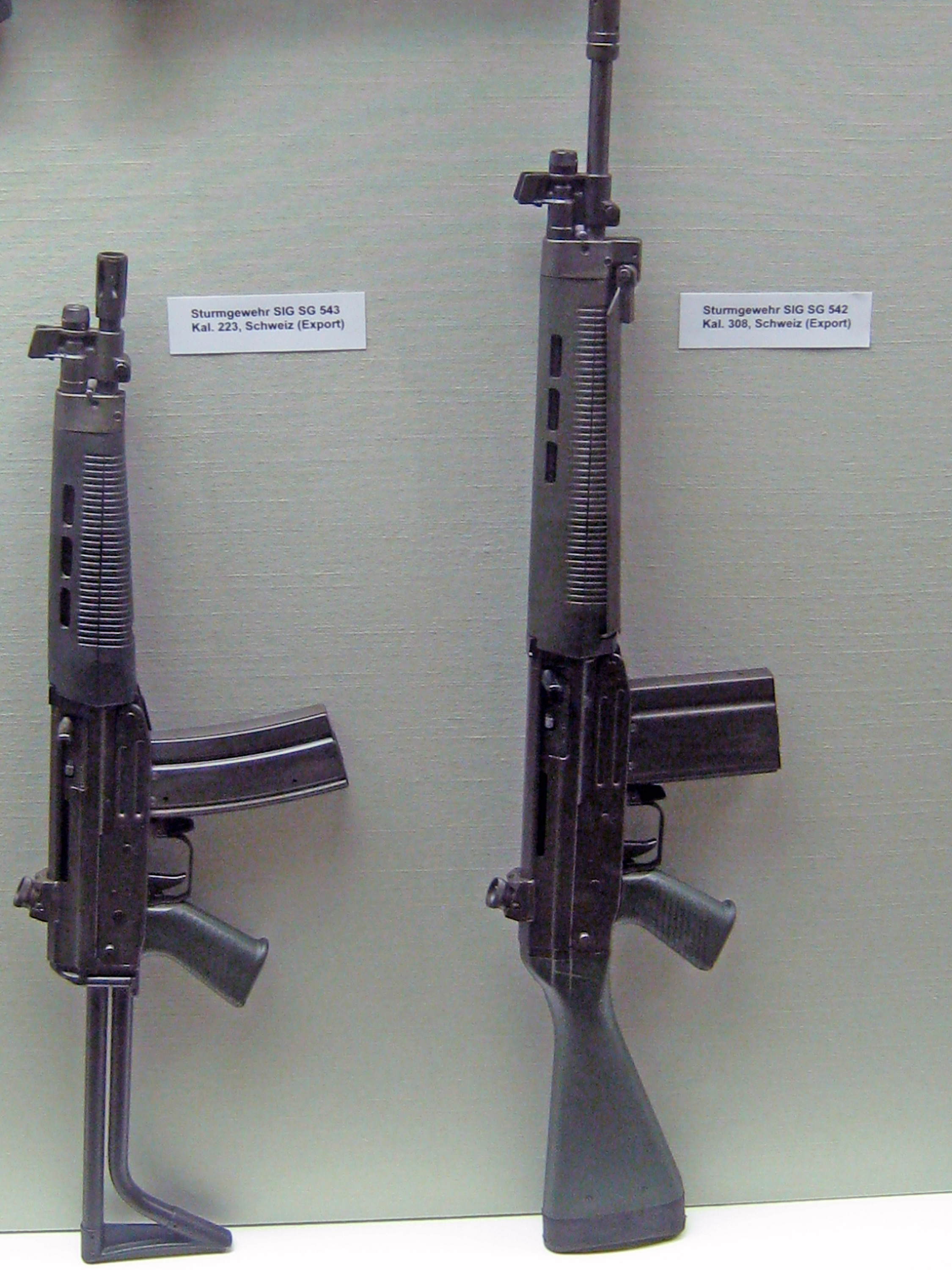
SIG 544 cal. 223 export (à gauche) et SIG 542 cal. 308 export (à droite)

Les modèles 540 et 543 (canon très court) chambrent la 5,56 mm OTAN. Le 542 tire la 7,62 OTAN. Ils fonctionnent grâce à un système d'emprunt des gaz copié sur celui de l'AK-47. Les crosses, poignées, pistolets et fûts sont en plastique à haute résistance. Le SIG 540 est efficace jusqu'à 400 mètres avec l'emploi de la hausse tambour et du guidon, le 542 tirant jusqu'à 600 m.
Le canon est rayé au pas de 12 pouces, comme celui du M-16 A1 et du FAMAS F1, afin de  pouvoir tirer les munitions de dotation des troupes de l'OTAN de cette époque.
Ses principales qualités sont l'entretien facilité et la précision, bien qu'obtenue au détriment de la légèreté et de la maniabilité, primordiales en combat urbain. Il est possible de monter une baïonnette sur les 540 et 542. Tous disposent d'un sélecteur de feu permettant de choisir le mode de tir désiré : semi-automatique, automatique ou sécurité.
Ils peuvent, de plus, accueillir différents appareils d'aide à la visée à la place de leurs organes de tir standards. Ainsi les versions chiliennes ont été modernisés par l'ajout d'un garde-main muni d'un quadruple rail Picatinny.
Les chargeurs des versions militaires (SIG 540 et 543) possèdent une capacité de 20 ou 30 cartouches ; les versions civiles étaient proposées avec des chargeurs de 5, 10, 20 ou 30 cartouches.

### SG-540
- Munition : 5,56 × 45 mm (.223 Rem)
- Longueur (crosse fixe ou déployée) : 950 mm
- Canon :  460 mm
- Masse du fusil vide : 3,26 kg
- Magasin : 20 ou 30 cartouches
- Cadence de tir théorique : 650-800 coups/min

### SG-542
- Munition : 7,62 OTAN (.308 Win)
- Longueur (crosse fixr ou déployée) : 1 000 mm
- Canon : 465 mm
- Masse du fusil vide : 3,55 kg
- Magasin : 5, 10, 20 ou cartouches
- Cadence de tir théorique : 650-800 coups/min

### SG-543
- Munition : 5,56 × 45 mm (.223 Rem)
- Longueur (crosse  déployée/repliée) : 805 / 569 mm
- Canon : 300 mm
- Masse du fusil vide : 3,0 kg
- Magasin : 20 ou 30 cartouches
- Cadence de tir théorique : 650-800 coups/min

### CSA-MR (Manurhin)
- Munition : .300 Savage/.243 Winchester
- Usage : Tir sportif ou chasse
- Longueur : 900 mm
- Masse du fusil vide : 3,79 kg
- Magasin : 9, 20, ou 30 cartouches (chargeurs identiques au .308)
- Accessoires : lunette de tir, bipied.

### FSA-MR (Manurhin)
- Munition : .222 Remington
- Usage : Tir sportif ou chasse
- Longueur : 950 mm
- Masse du fusil vide : 3,37 kg
- Magasin : 5, 20, ou 30 cartouches (chargeurs identiques au .223)